# Hans-Georg Møller
Hans-Georg Møller, også kendt som Gorm (født 9. september 1942 i Tandslet på Als) er en dansk journalist og tv-vært.
Gorm, som han kaldes, er uddannet som journalist og kom efter at have været på forskellige dagblade i 1968 til Danmarks Radio. På DR har han virket som vært, producer, tilrettelægger og redaktør på programmer lige fra samfundsmagasinet Kontakt, til Kanal 22 og Lørdagskanalen, det juridiske spørgemagasin Hvad siger loven, kriminalmagasinet Uopklaret, TV-Avisen og TV-sporten. Han var også vært på første runde af Sporløs og konceptudvikler og vært på det historiske spørgeprogram Hvornår var det nu det var?.
Senere blev han nyhedsvært på TV3 og konsulent for TV2 Charlie.
Hans-Georg Møller har optrådt som lærer på kommunikationskurser for kolleger og erhvervsledere i Danmark, Norge, Sverige og Grønland og har skrevet et par bøger om emnet. Han var sejlsportskommentator i forbindelse med OL i Kina.
Han er gift med operasangerinden Kirsten Vaupel.

## Sønderjyske Ambassadør Klub
Hans Georg ”Gorm” Møller blev udnævnt til generalambassadør, mens Asger Reher der stammer fra Aabenraa blev vicegeneralambassadør. Sønderjysk Ambassadør Klub blev stiftet i København.
Æ Synnejysk Forening og Sønderjysk Ambassade Klub er nu fusionerede og hedder nu Synnejysk Ambassade.